# 大阪港振興
大阪港振興株式会社（おおさかこうしんこう）は、大阪市港区に本社を置く日本の企業。辰巳商会の子会社。

## 概説
事業内容は大阪港地盤の土地・建物管理をしており、駐車場・賃貸用地の土地事業と南港センタービル・南港ポートタウンショッピングセンター等の賃貸を行う建物事業に分かれている。
1961年～1969年に大阪市にみなと遊園を運営していた。
2005年9月に大阪市の監理団体評価委員会が、市内の第三セクター五社に株式譲渡などで市の関与を見直す方針を打ち出したことを受けた措置により、2006年3月に辰巳商会がTOBを行い親会社となる。

## 沿革
- 1947年 (昭和22年) 8月 大阪市北区において、大阪港の復興と機能増進を図るため公私共同出資の大阪港振興株式会社を設立、臨港土地貸付事業の準備及び臨港諸施設の経営に着手[2]。
- 1948年 (昭和23年) 1月 港振興会館を開館[2]。
  - 6月　土地貸付事業を開始[2]。
- 1949年 (昭和24年) 5月 大阪証券取引所に株式を上場。 （1963年10月に大証2部に上場）[2]
- 1950年 (昭和25年) 4月 公共上屋としての上屋事業を開始[2]。
  - 6月 冷蔵倉庫を新設し、製氷及び冷蔵倉庫事業を開始[2]。
- 1956年 (昭和31年) 5月 本社所在地を大阪市港区に移転[2]。
- 1961年 (昭和36年) 4月  みなと遊園を開園。 （1972年 閉園）[2]
- 1963年 (昭和38年) 10月 大阪証券取引所改組により、同市場第2部に株式（優先株式）を上場[2]。
- 1967年 (昭和42年) 7月  冷蔵倉庫を改築[2]。
- 1969年 (昭和44年) 4月  港振興ビル(南館)を建設し、ビル事業を開始。
- 1970年 (昭和45年) 7月  第一大阪港ビルを建設[2]。
- 1971年 (昭和46年) 8月 港振興会館を廃館[2]。
- 1972年 (昭和47年) 1月 みなと遊園を廃止[2]。
- 1973年 (昭和48年) 3月  株式上場廃止に伴い、店頭市場に株式を公開[2]。 
  - 3月 遊園跡地の一部を南港の土地と交換、南港地域における事業を開始[2]。
  - 4月 港振興ビル（北館）を建設[2]。
- 1974年 (昭和49年) 7月 冷蔵倉庫を増設[2]。
- 1975年 (昭和50年) 4月 南港センタービルを建設[2]
- 1976年 (昭和51年) 9月 製氷業を廃止、凍氷の仕入販売業務の開始[2]。
- 1977年 (昭和52年) 10月 南港ポートタウン管理センターを建設[2]。
- 1979年 (昭和54年) 7月 南港ポートタウンショッピングセンター施設（第1期）を建設[2]。
- 1984年 (昭和59年) 11月 南港ポートタウンショッピングセンター施設（第2期）を建設[2]。
- 1985年 (昭和60年) 3月 南港ポートタウン西駅前商業施設を建設[2]。
- 1986年 (昭和61年) 10月 冷蔵倉庫を増設[2]。
- 1992年 (平成4年) 11月 南港ポートタウンショッピングセンター飲食店舗施設「カリヨンプラザ」を建設[2]。
- 1994年 (平成6年) 3月 大阪港振興南港倉庫を建設[2]。
- 1999年 (平成11年) 1月 大阪港振興第2南港倉庫を建設[2]。
- 2002年 (平成14年) 8月 pia NPOの営業を開始[2]。
- 2004年 (平成16年) 12月 株式会社ジャスダック証券取引所に株式(優先株式)を上場[2]。
- 2005年 (平成17年) 9月 南港ポートタウン西ビルを建設[2]。
  - 12月 グループホームを建設[2]。
- 2006年 (平成18年) 3月 株式会社辰巳商会が当社株式に対する株式公開買付け（ＴＯＢ）を実施し、当社の親会社となる[2]。
- 2008年 (平成20年) 1月 上屋事業を廃止[2]。
- 2009年 (平成21年) 11月 冷蔵倉庫事業を廃止[2]。
- 2011年 (平成23年) 12月 大阪証券取引所（ジャスダック市場）にて上場していた優先株式を非公開化[2]。
- 2012年 (平成24年) 1月 piaNPOの営業を終了[2]。
- 2013年 (平成25年) 4月 南港ポートタウン駐車場管理事務所を開設[2]。
- 2015年 (平成27年) 8月 さきしま書店の営業開始[2]。
- 2017年 (平成29年) 10月 クリスタルベイの営業開始[2]。
- 2019年 (平成31年) 2月 ポートタウン東売店・ポートタウン西売店の営業開始[2]。
- 2020年 (令和2年) 3月 南港センタービルの営業終了[2]。